# Dai Jones (rugby à XV, 1881)
Pour les articles homonymes, voir Dai Jones et Jones.

a Compétitions nationales et continentales officielles uniquement.

b Matchs officiels uniquement.
Dai Jones, né le 16 mai 1881 à Tynewydd au pays de Galles et mort le 21 janvier 1933 à Aberdare au pays de Galles, est un joueur gallois de rugby à XV et rugby à XIII, évoluant au poste d'avant pour le pays de Galles.

## Biographie
Dai Jones a disputé son premier test match le 11 janvier 1902 contre l'équipe d'Angleterre. Dai Jones obtient treize sélections avec le pays de Galles, dans cette période connue comme le premier « Âge d'or » du rugby gallois, gagnant notamment contre les Originals, équipe représentant la Nouvelle-Zélande en tournée en Grande-Bretagne en 1905, en France et en Amérique du Nord en 1906. Il dispute son dernier test match contre l'équipe d'Afrique du Sud le 1er décembre 1906.

## Palmarès
- Victoires dans le Tournoi britannique en 1902, 1905, 1906
- Triple couronne en 1902, 1905

## Statistiques en équipe nationale
- 13 sélections pour le pays de Galles
- Sélections par année : 3 en 1902, 3 en 1903, 4 en 1905, 3 en 1906
- Participation à 4 Tournois britanniques en 1902, 1903, 1905, 1906